# Irena Bełżyńska-Żychowska
Irena Bełżyńska-Żychowska (ur. 1921, zm. 23 stycznia 2013 w Warszawie) – polska doktor nauk medycznych, nauczycielka akademicka i pracowniczka naukowa.
Po wybuchu II wojny światowej wraz z rodziną wyemigrowała; razem z Armią Andersa znalazła się w Bejrucie, gdzie jako pierwsza polska studentka i pierwsza kobieta ukończyła w 1944 wydział dentystyczny na Uniwersytecie Amerykańskim w Bejrucie - AUB (umożliwiło to studia w tej specjalizacji kobietom libańskim).  
Po powrocie do Polski 1 stycznia 1947 ukończyła studia na Wydziale Lekarskim Uniwersytetu Warszawskiego, potwierdzając uprawnienia lekarza i lekarza dentysty. Następnie rozpoczęła pracę dydaktyczną i naukową jako adiunkt Zakładu Chirurgii Stomatologicznej Akademii Medycznej w Warszawie. 2 października 1964 uzyskała w AM tytuł doktora nauk medycznych. Publikacje naukowe, głównie z zakresu zespołowego leczenia chorób przyzębia, zamieszczała w Polsce i za granicą.
W kwietniu 2012 otrzymała medal im. dr. Jerzego Moskwy